# San Pedro Coxcaltepec Cántaros
San Pedro Coxcaltepec Cántaros är en kommunhuvudort i Mexiko.   Den ligger i kommunen San Pedro Coxcaltepec Cántaros och delstaten Oaxaca, i den sydöstra delen av landet, 300 km sydost om huvudstaden Mexico City. San Pedro Coxcaltepec Cántaros ligger 2 264 meter över havet och antalet invånare är 207.
Terrängen runt San Pedro Coxcaltepec Cántaros är huvudsakligen kuperad, men åt nordväst är den platt. Runt San Pedro Coxcaltepec Cántaros är det mycket glesbefolkat, med 7 invånare per kvadratkilometer. Närmaste större samhälle är Asunción Nochixtlán, 10,3 km väster om San Pedro Coxcaltepec Cántaros. I omgivningarna runt San Pedro Coxcaltepec Cántaros växer huvudsakligen savannskog.